# Trauma facial
Trauma facial, também relatado como trauma maxilo facial, trata-se de qualquer ferimento físico localizado na face, podendo afetar, consecutivamente, sua pele, gordura, músculos, nervos e ossos e, nos casos mais graves, se associar a dano cerebral. O trauma facial pode acarretar em perda de sensibilidade na pele, cicatrizes anti-estéticas, retrações, lesões na visão, dificuldade na respiração, paralisia facial e perdas dentárias.
O cirurgião buco maxilo, muitas vezes solicitado para agir em salas emergenciais, é o tipo de especialista que irá realizar o tratamento do paciente que sofre de traumatismo facial. Esse cirurgião irá tentar reparar grande variedade de ferimentos que se estabelecem na boca, na face, nos maxilares e nas lacerações que podem existir nos lábios, como também nos dentes e nos ossos do rosto. Entre os sintomas das fraturas faciais está a dor, o adormecimento do queixo, dos lábios, da língua, do nariz, a dificuldade em movimentar a boca e lacerações profundas sobre os ossos.
Quando há dúvidas a respeito das fraturas, recursos como a radiografia, exame clínico, avaliação neurológica e exames complementares são utilizados para diagnóstico. As medidas terapêuticas clínicas podem em certos casos incluir oxigenoterapia, hidratação endovenosa, antibioticoterapia e outros. A técnica principal de tratamento das fraturas faciais é a alinhação de segmentos ósseos que necessitam ser mantidos em posição até atingir a estabilização. O tempo de tratamento depende da idade do paciente e, sobretudo, da gravidade de sua fratura.
Nos países desenvolvidos, a principal causa de trauma facial são acidentes de veículo, mas este mecanismo tem sido substituído por violência interpessoal; nos países subdesenvolvidos, uma das principais causas desse traumatismo se encontra no ambiente de trabalho, onde não há formação técnica especializada e aparelhagens seguras. Outras causas de trauma facial incluem quedas, e lesões esportivas.

## Classificação
|                       |  |
| Fraturas 1 de Le Fort |  |
|                       |  |
| Fraturas 2 de Le Fort |  |
|                       |  |
| Fraturas 3 de Le Fort |  |

Os danos do tecido mole incluem abrasão dentária, lacerações, extirpação, contusão, e outros. Em fraturas faciais, os ossos mais acometidos são geralmente os ossos nasais, enquanto que o arco zigomático se encontra em segundo lugar e o osso frontal o mais resistente de todos os outros.

Os ossos da face:
1-Frontais; 6- Lacrimais
2-Nasais; 7-Zigomático
3-Parietais; 8-Etmóide
4-Temporais; 9-Maxila
5-Esfenóide; 10-Mandíbula.

Geralmente, os ferimentos também se apresentam em outras regiões dos ossos faciais como a maxila (o osso que forma a mandíbula superior), a mandíbula (maxilar inferior), e o osso nasal (do nariz). O osso zigomático (osso malar) e o osso frontal (testa) são outros locais de fraturas. As fraturas também ocorrem frequentemente nos ossos do palato e naqueles que se unem para formar a órbita do olho. A mandíbula pode ser fraturada na sua sínfise, corpo, ângulo e ramo.
No início do século XX, René Le Fort mapeou as regiões faciais típicas dos traumas maxilo faciais, agora conhecidos como Fraturas I, II, e III de Le Fort (direita). A Fratura I de Le Fort, também chamada de Fratura de Guérin ou Fratura transversa, envolve a maxila, separando-a do palatino. A Fratura II de Le Fort, conhecida também como Fratura piramidal, atravessa os ossos nasais e o aro orbital. A Fratura III de Le Fort, por sua vez, chamada também de Disjunção crâniofacial, atravessa a frente da maxila e envolve as suturas zigomaticofrontal, maxilofrontal nasofrontal, os assoalhos das órbitas, a etmóide e o esfenóide. As Fraturas de Le Fort, responsáveis por 10-20% das fraturas faciais, são frequentemente associadas com outros ferimentos graves. Le Fort fez seu trabalho com base em cadáveres e caveiras, e o sistema de classificação tem sido criticado como impreciso e simplista uma vez que a maioria das fraturas de meia-face envolvem uma combinação das fraturas de Le Fort. Embora a maioria das fraturas faciais não seguem os padrões descritos por Le Fort, seu sistema ainda é utilizado para categorizar os diversos tipos de traumatismos.
http://www.angelfire.com/nm/cirurgia/pritra/Image90.gif

## Causas

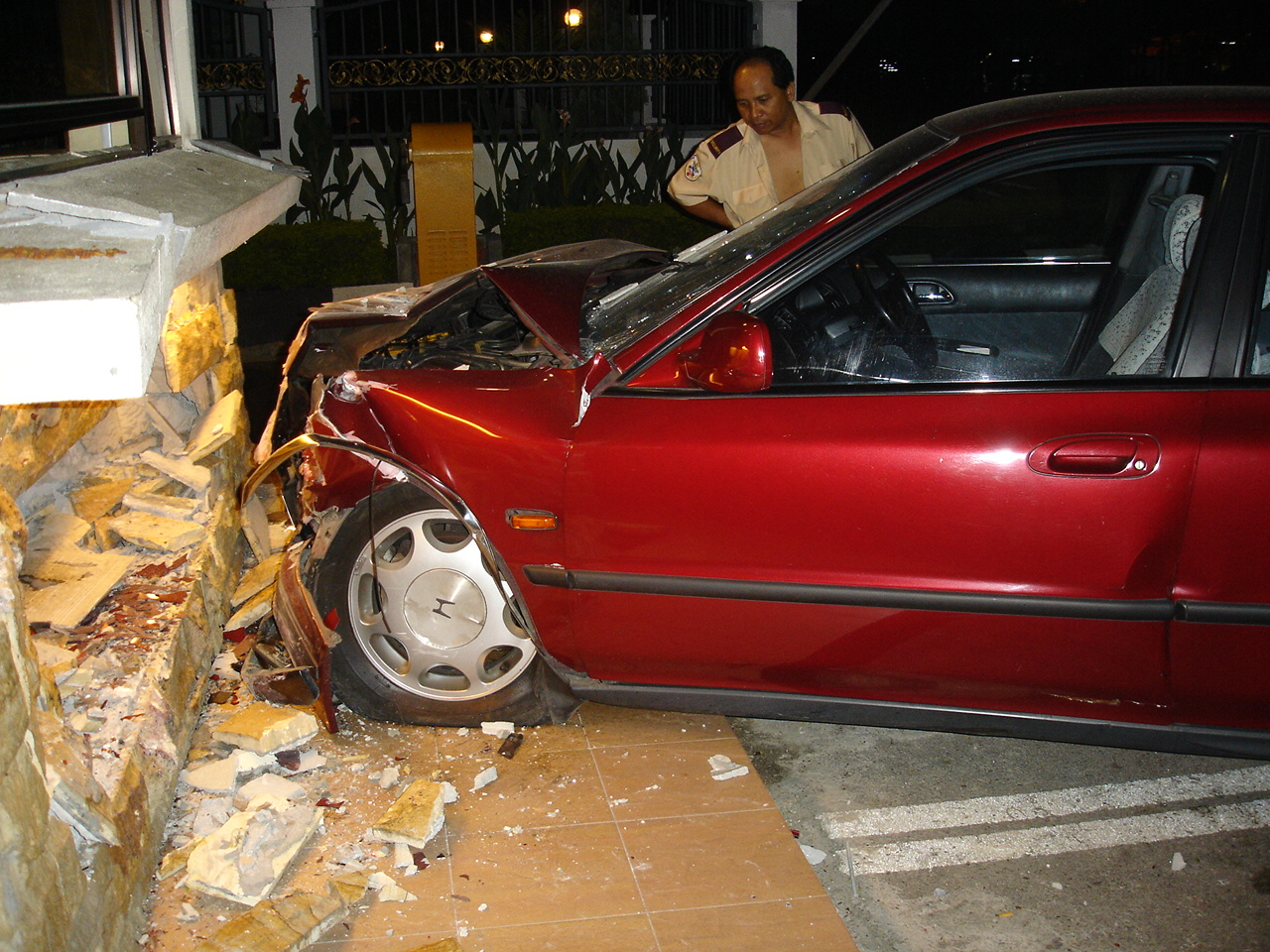
Colisão de um Honda Accord com uma construção: o acidente de carros figura entre as principais causas de traumatismo facial.

Uma pesquisa que observavou os pacientes atendidos pela equipe de Cirurgia e Traumatologia Bucomaxilofacial do Hospital Independência de Porto Alegre concluiu que a violência urbana, os acidentes de trânsito e os esportes, consecutivamente nessa ordem, são os principais agentes etiológicos do traumatismo facial nos adultos. Nas crianças, as principais causas dos traumatismos, embora relativamente raros quando comparados às fraturas dos adultos, são quedas, acidentes domésticos e acidentes desportivos. Alguns autores também citam agressões por animais e ferimentos ocorridos em parques de diversão. Recém-nascidos podem sofrer fraturas nasais em seus partos por conta da força na expulsão ou por conta do uso de fórceps.
Para os adultos, o boxe e o rugby são um dos fatores que mais causam o trauma facial,  mas talvez o que lidere mais é o acidente automobilístico. Certos autores acreditam que, no Brasil, a reformulação ao Código de Trânsito Brasileiro - obrigando o uso do cinto de segurança - e também a fiscalização do uso de álcool ao volante, assim como a utilização de airbags, diminuem verticalmente a incidência de traumas faciais por acidentes automobilísticos. Acredita-se que, entre os fatores socio-econômicos, encontra-se causas de trauma facial por conta de luta corporal ou armas brancas em indivíduos de renda relativamente baixa, enquanto que indivíduos de renda relativamente alta demonstram trauma facial resultantes de acidente de veículos ou recreação. Sob um outro ângulo, acidentes em trabalho também causam o trauma facial. Algumas pesquisas referentes a isso já encontraram casos de trabalhadores que tiveram sérios problemas em suas faces no ambiente de trabalho. Um, denominado M.A.S., eletricista de automóveis, realizando o conserto de um motor de caminhão, não utilizava quaisquer equipamentos de segurança e acabou prendendo um parafuso em seu rosto. Através de uma avaliação geral, e de cirurgia cautelosa, o paciente conseguiu voltar a seu estado normal e com funções preservadas, após 30 dias, 03 meses e 06 meses de pós-operatório.

## Sinais e sintomas

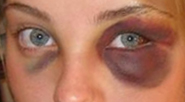
Região do olho roxa, um sintoma comum no trauma facial.

As fraturas dos ossos faciais, como em outras fraturas, pode estar relacionada a dor e inchaço dos tecidos circundantes (tais sintomas podem ocorrer na ausência de fraturas também). Fraturas nasais, na base do crânio ou na maxila podem estar associadas a hemorragias profusas. Deformidades na face, como um osso malar(zigomático) afundado ou dentes que não estão alinhados corretamente, sugerem a presença de fraturas. Assimetrias podem sugerir a fraturas faciais ou danos a determinados nervos do rosto. Sujeitos com fraturas mandibulares possuem, frequentemente, dores e dificuldades em abrir e fechar a boca, e podem ter dormência no lábio e no queixo.
Comumente, a pessoa que está com trauma facial sente dor na região frontal, hipoestesia na região do supratroclear, epistaxe e rinoliquorragia, isto é, laceração da dura. Outros principais sintomas, em ordem decrescente, são a dor na musculatura facial e/ou cervical, cansaço e redução de força ao mastigar, alteração da oclusão, limitação da abertura da boca, limitação e desvios dos movimentos mandibulares e ruído articular. Clinicamente, os especialistas de um determinado estudo notaram sinais funcionais, como alterações em funções estomatognáticar derivadas de desvios ou alterações no percurso de movimentos mandibulares em cem por cento dos casos que estudaram. Outros sinais mais comuns que notaram foram a limitação da amplitude de movimentos mandibulares, edema, dor à palpação e alterações ocorridas na musculatura por conta da fratura. Além disso, os pacientes da pesquisa possuíam, embora raramente, alterações cicatriciais. Submetidos a uma intervenção fonoaudiológica, seu estado melhorou muito, segundo a pesquisa. (Veja mais sobre isso abaixo.)

## Diagnóstico
O diagnóstico de fraturas faciais é basicamente clínico, com uma avaliação da história do trauma do paciente, através do mesmo ou por familiares e amigos, (o paciente, devido ao trauma, pode não estar em condições de responder a perguntas); exame clínico do paciente, através de palpação e inspeção procurando sinais de trauma, como, assimetria facial, afundamento da face, hemorragia subconjuntival, deslocamentos e movimentações ósseas, edemas, rinorréia com líquor.
Posteriormente, como método complementar, faz-se o exame radiográfico, onde se avaliam linha sugestiva de fratura, deslocamento ósseo, hemosinus, alteração na conformação óssea.
Ou seja, o diagnóstico é feito a partir do exame clínico e , complementado com o radiográfico.
Em ambiente hospitalar não existem equipamentos para radiografias intra-orais, logo, exames extra-orais devem ser feitos para avaliar as fraturas:
- Towne - avalia côndilos
- Waters (mento-násio) - avalia região de maxila, seios maxilares, órbita, ossos próprios do nariz.
- Hirtz, axial ou submentovértice - avalia o arco zigomático
- Perfil de ossos próprios do nariz
- Tomografia computadorizada - avalia tecidos moles e duros da região. Imagem em 3D.
- Ressonância magnética - indicada para avaliação de tecidos moles, Diagnostica inflamação
- P.A de mandíbula
- Lateral oblíqua de mandibula
- Oblíqua de Schuller
- Perfil de face

obs: sempre solicitar uma radiografia de perfil para avaliação em profundidade.
Por exemplo: se o paciente teve um trauma por agressão (ex. soco) e suspeita de fratura de maxila, pede-se uma Waters e uma perfil de face, para contrapor ambas e avaliar em profundidade (3D).

## Prevenção

O uso do cinto de segurança é visto frequentemente como um recurso que evita o trauma facial.

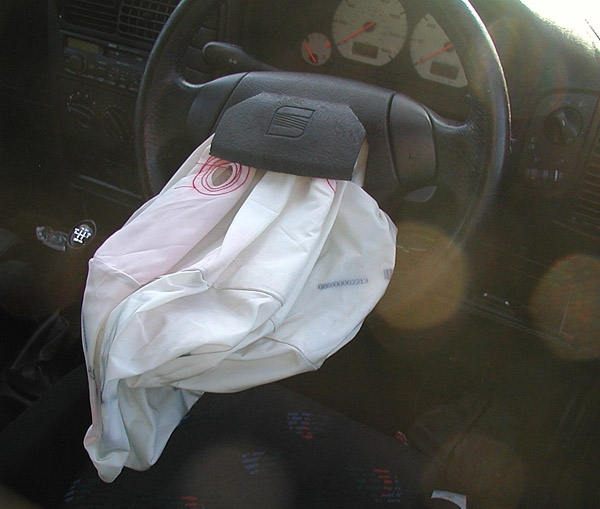
Airbag no interior de um automóvel.